# Stranguria
La stranguria (pronuncia corretta: /stranˈɡurja/; pronuncia accettabile: /stranɡuˈria/) consiste nella minzione dolorosa e lenta e intermittente, spesso a gocce.
Le cause di questo sintomo possono essere le infiammazioni delle basse vie urinarie (cistite, uretrite, più raramente prostatite) spesso causate da batteri, come Escherichia coli o meno spesso Neisseria gonorrhoeae. L'infezione batterica è solitamente accompagnata da febbre.
Altre cause, più rare, di stranguria sono le neoplasie che interessano le basse vie urinarie.
La stranguria può essere distinta in stranguria iniziale e stranguria terminale.
- La stranguria iniziale precede l'emissione di urina ed è caratteristica delle cistiti del collo della vescica.
- La stranguria terminale si manifesta al termine della minzione ed è caratteristica delle cistiti diffuse.

Alla stranguria terminale si accompagna il tenesmo vescicale, fastidiosa sensazione di un nuovo e urgente desiderio di urinare. Dovuto alla dolorosa contrattura del detrusore vescicale, il tenesmo vescicale si manifesta appena terminata la minzione.

## Diagnosi
La stranguria può essere diagnosticata susseguentemente ad accertamenti clinici quali esame delle urine, urinocoltura, visita urologica, ecografie delle vie genito-urinarie, uroflussometria.